# Melocichla
Melocichla is een monotypisch geslacht van zangvogels uit de familie Macrosphenidae.

## Soorten
Het geslacht kent de volgende soort:
- Melocichla mentalis – Baardgrasvogel